# Beyond the Realms of Death
«Beyond the Realms of Death» es una canción de la banda británica de heavy metal Judas Priest, incluida como la octava pista del disco Stained Class de 1978. Fue escrita en su gran mayoría por Rob Halford, mientras que el baterista Les Binks fue el creador del principal riff de guitarra, que se convirtió a su vez en su única acreditación como compositor en algún tema de la banda. A pesar de que su letra trata sobre un hombre que ha decidido suicidarse, Rob Halford en una entrevista telefónica con The New York Times en 1990 afirmó que debe considerarse como un mensaje contra el suicidio y que analiza, más bien, como las personas que sufren de depresión se retiran de la sociedad y se niegan a comunicarse con los otros.
Musicalmente se caracteriza por la agudeza de la voz de Halford y por los solos de guitarra, que la transformó en una de las mejores canciones del disco según la crítica. El sitio Allmusic mencionó que era la obra maestra del disco y que además sirvió como base para futuras canciones como «Fade to Black» de Metallica. Por su parte, el sitio Sputnikmusic la nombró como la «canción épica» y que junto a «Exciter» son las mejores del álbum. Incluso Lars Ulrich, baterista de Metallica, en el recopilatorio The Chosen Few comentó: «Es el anteproyecto de la balada épica del rock. Copiada miles de veces, pero nunca eclipsada». 
Por otro lado, el escritor Martin Popoff la situó en el puesto veintiocho en su libro Las 500 canciones de heavy metal de todos los tiempos.
En 1997 la banda alemana Blind Guardian realizó un cover para el disco tributo A Tribute to Judas Priest: Legends of Metal.

## Músicos
- Rob Halford: voz
- K.K. Downing: guitarra eléctrica
- Glenn Tipton: guitarra eléctrica
- Ian Hill: bajo
- Les Binks: batería